# Gai Vibi Pansa
Gai Vibi Pansa (en llatí: Caius Vibius C. F. C. N. Pansa) va ser un magistrat romà. Formava part de la gens Víbia i portava el cognomen de Pansa.
Va abraçar el partit de Juli Cèsar al qui sempre va ser fidel. Va ser cònsol juntament amb Aule Hirti l'any de la mort de Cèsar. Va morir en la batalla de Mutina, lluitant contra Marc Antoni.

## Orígens familiars
Era fill d'un Gai Vibi Pansa que va ser proscrit per Sul·la. És possible que fos víctima, igual com altres descendents de proscrits, d'una llei promulgada per Sul·la que prohibia a aquestes persones accedir a càrrecs de govern, fins que Juli Cèsar va anul·lar aquesta llei.
Va ser un dels primers membres de la gens Víbia, que descendien d'una família plebea de Perusa d'origen etrusc, en assolir un càrrec d'importància, era per tant el que anomenaven un homo novus.

## Inicis en política
Se sap que va participar en la Guerra de les Gàl·lies al servei de Cèsar, però no quin grau va tenir.
El 51 aC va ser tribú de la plebs, i durant aquest any es va oposar a les mesures del cònsol Marc Marcel i altres caps aristocràtics contraris a Cèsar.
Durant la guerra civil entre Pompeu i Cèsar, aquest no li va donar cap comandament rellevant. Entre els anys 49-48 aC va ser edil i després pretor. El 47 aC va ser nomenat propretor (governador) de la regió Pont-Bitínia.
De retorn a Roma, l'any 46 aC es va establir a Tusculum, on va rebre classes d'oratòria del mestre Ciceró, en companyia d'Aule Hirti. El 15 de març del 45 aC Cèsar el va nomenar governador de la Gàl·lia Cisalpina com a successor de Juni Brut. Va tornar a Roma i va esdevenir àugur juntament al seu amic Hirti. Va exercir aquest ofici a la Campània, on va conèixer a Octavi. A finals d'any va tornar a Roma, a petició de Juli Cèsar, per ser un dels candidats a cònsol.

## Consolat
Poc després de la seva arribada, Cèsar va ser assassinat. Tot i així, com estava previst, va ser cònsol el 43 aC juntament amb Hirti, en compliment de les disposicions testamentàries. L'1 de gener del 43 aC va prendre possessió com a cònsol i va haver de declarar la seva fidelitat a la constitució existent. En un principi va prendre una posició moderada, com Marc Antoni, i es va casar amb Fúfia, filla de Quint Fufi Calè un amic de Marc Antoni.

Localitzció de Forum Gallorum, on va morir Pansa.

Els esdeveniments es van girar en contra de Marc Antoni, ja que Ciceró va criticar durament la hipocresia de Marc Antoni i la seva actitud amb Dècim Brut a la Gàl·lia. El senat el va enviar a Mutina com a ambaixador amb ordres de demanar a Marc Antoni que renunciés al govern de la Gàl·lia Cisalpina. Marc Antoni va demanar a canvi el govern per cinc anys de la Gàl·lia Comata més sis legions i es va negar a negociar la seva decisió. A la tornada de l'ambaixada el senat va emetre un senatus consultum ultimum i va anul·lar les decisions preses per Marc Antoni l'any anterior com a cònsol. La guerra era ja inevitable. Pansa va haver d'enviar l'exèrcit per assetjar Marc Antoni i aconseguí expulsar-lo de Claterna; després va unir les seves forces consulars amb les d'Octavi, el qual tenia motius personals a causa de l'herència de Cèsar, per combatre Marc Antoni. Tots junts es van trobar a Forum Cornelii on van establir els seus quarters d'hivern.
En espera d'iniciar-se la guerra, Pansa es va haver de fer càrrec d'altres assumptes d'estat. El senat va debatre què fer amb els conjurats contra Cèsar que havien fugit a orient (Juni Brut i Cassi Longí). Pansa va donar suport a la proposta de declarar enemic del poble a Dolabel·la, el propretor de Síria que havia acollit els tiranicides. En canvi es va oposar a la moció de Ciceró que proposava traslladar els poders de Dolabel·la a Cassi.Un altre assumpte en el qual va intervenir va ser la legitimació del govern de Sext Pompeu a Sicília. Quan el senat va decidir revocar gran part de la lex Antonia, Pansa es va veure obligat a adoptar mesures per confirmar les colònies dels veterans i altres decisions de Cèsar.
En arribar la primavera es va reprendre el problema amb Marc Antoni. Al març Pansa va arribar a Bonònia, que ja havia estat ocupada per Hirti i Octavi, però el 14 d'abril va ser derrotat per Marc Antoni a Forum Gallorum i va resultar mortalment ferit. Hirti va compensar el desastre amb un atac a les forces d'Antoni quan tornaven a Mutina. El 27 de març Hirti va atacar Mutina i Antoni va ser derrotat, però el cònsol va caure en combat.
Octavi va enviar les restes del dos cònsols a Roma on van ser rebuts amb honors extraordinaris i enterrats al camp de Mart. Algunes veus van dir que havia estat mort per ordre d'Octavi, que esperava desfer-se dels cònsols i després entendre's amb Marc Antoni.